# Домбрувка (гміна Ґневіно)
Домбрувка (пол. Dąbrówka) — село в Польщі, у гміні Ґневіно Вейгеровського повіту Поморського воєводства.
Населення — 76 осіб (2011).
У 1975-1998 роках село належало до Гданського воєводства.

## Демографія
Демографічна структура станом на 31 березня 2011 року:
|          | Загалом | Допрацездатний вік | Працездатний вік | Постпрацездатний вік |
| -------- | ------- | ------------------ | ---------------- | -------------------- |
| Чоловіки | 35      | 10                 | 20               | 5                    |
| Жінки    | 41      | 12                 | 20               | 9                    |
| Разом    | 76      | 22                 | 40               | 14                   |